# Kaljúbíja
Guvernorát Kaljúbíja (arabsky محافظة القليوبية) je egyptský guvernorát, který se nachází v Dolním Egyptě, severně od Káhiry. Hlavním městem guvernorátu je Banhá. Kaljúbíja je významná zemědělská oblast, která se soustředí na pěstování ovoce a zeleniny. Pěstování je zaměřeno hlavně na kukuřici, bavlnu, pšenici, citrusové ovoce, banány a meruňky.